# Villamassargia
Villamassargia település Olaszországban, Szardínia régióban, Carbonia-Iglesias megyében. Lakosainak száma 3370 fő (2023. január 1.). Villamassargia Domusnovas, Iglesias, Musei, Narcao és Siliqua községekkel határos.

## Népesség
A település lakossága az elmúlt években az alábbi módon változott:
| Lakosok száma | 3598 | 3546 | 3370 |
|               | 2017 | 2018 | 2023 |